# Jens Oliver Lisberg

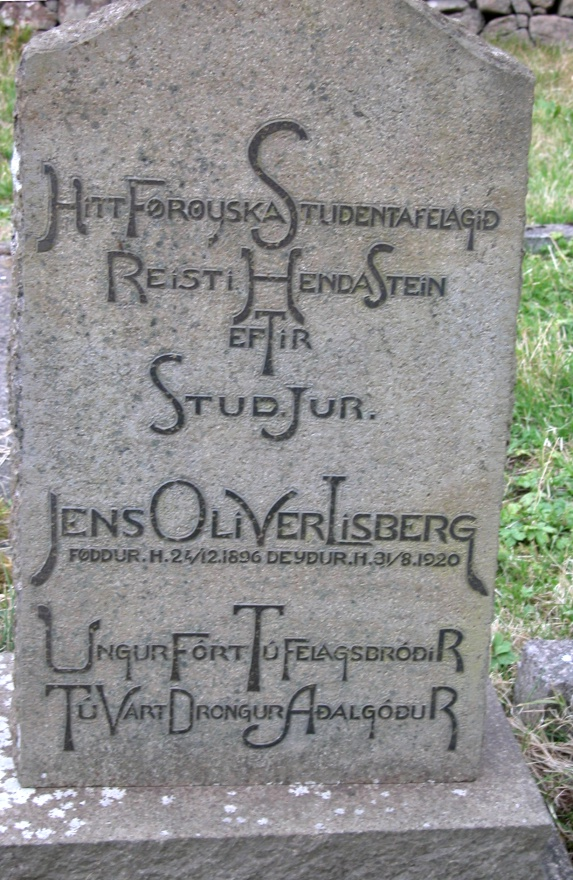
Gedenkstein der Färöischen Studentenunion für Jens Oliver Lisberg in Fámjin: Jung gingst du von uns, Vereinskamerad – du warst ein edler Junge

Jens Oliver Lisberg (* 24. Dezember 1896 in Fámjin, Färöer; † 31. August 1920 ebenda; im heutigen Färöisch Jens Olivur Lisberg) war ein färöischer Rechtswissenschaftsstudent. Er gilt als Schöpfer des Merkið, der Flagge der Färöer.
Eigentlich waren es noch zwei weitere Urheber, Janus Øssursson aus Tórshavn und Paul Dahl aus Vágur, die im April 1919 in Kopenhagen mit Lisberg zusammen diese Kreuzflagge entworfen und von Ninna Jacobsen (Schwester der Modeschöpferin Liffa Gregoriussen) nähen ließen. Aber Lisberg hisste sie das erste Mal am 22. Juni 1919 in seinem Heimatort. Sein früher Tod an einer Lungenentzündung 1920 führte dazu, dass ihm die alleinige Ehre zuerkannt wurde.
Es sollte noch bis zum 25. April 1940 dauern, bis Merkið – das Zeichen auf den Weltmeeren wehte. Lisbergs erstes Exemplar hängt heute noch in der Kirche zu Fámjin und auf dem Kirchhof erinnert ein Gedenkstein an ihn.
| Personendaten    | Personendaten                         |
| ---------------- | ------------------------------------- |
| NAME             | Lisberg, Jens Oliver                  |
| ALTERNATIVNAMEN  | Lisberg, Jens Olivur                  |
| KURZBESCHREIBUNG | färöischer Rechtswissenschaftsstudent |
| GEBURTSDATUM     | 24. Dezember 1896                     |
| GEBURTSORT       | Fámjin, Färöer                        |
| STERBEDATUM      | 31. August 1920                       |
| STERBEORT        | Fámjin, Färöer                        |